# در خاطرت مرا پیدا کن
در خاطرت مرا پیدا کن (انگلیسی: Find Me in Your Memory؛ کره‌ای: 그 남자의 기억법) یک مجموعهٔ تلویزیونی کره جنوبی سال ۲۰۲۰ با بازی کیم دونگ ووک و مون گا یونگ است. این مجموعه از ۱۸ مارس تا ۱۳ مه ۲۰۲۰ روزهای چهارشنبه و پنجشنبه ساعت ۲۱:۰۰ (کی‌اس‌تی) از ام‌بی‌سی پخش شد.